# Азра Ченгић
Азра Ченгић (27. септембра 1948) је југословенска глумица, босанскохерцеговачког порекла. Глумом се бави од 1968. године, а дебитовала је филмом Сарајевски атентат. Посебно су значајне улоге у серијама Заборављени и Бољи живот.

## Филмографија
| Год.     | Назив                                      | Улога                             |
| -------- | ------------------------------------------ | --------------------------------- |
| 1960.-те |                                            |                                   |
| 1968.    | Сарајевски атентат                         | Софијина пратиља                  |
| 1968.    | Уђи, ако хоћеш                             |                                   |
| 1970.-те |                                            |                                   |
| 1970.    | Карађоз                                    |                                   |
| 1972.    | Клопка за генерала                         | Председница сеоског месног одреда |
| 1974.    | Кошава                                     |                                   |
| 1975.    | У Орфеуму код Бране                        | Софијина пријатељица              |
| 1975.    | Одборници                                  |                                   |
| 1976.    | Четири дана до смрти                       |                                   |
| 1977.    | Шта се догодило са Филипом Прерадовићем    | Лепа Ката                         |
| 1979.    | Осма офанзива                              | Зденка                            |
| 1980.-те |                                            |                                   |
| 1982.    | Дивље месо                                 | Мима, лака девојка                |
| 1983.    | Малограђани                                | Татјана                           |
| 1985.    | Какав радостан дан                         |                                   |
| 1987.    | Увек спремне жене                          | Надзорница у гвожђари             |
| 1990.-те |                                            |                                   |
| 1990.    | Заборављени                                | Зага                              |
| 1990.    | Бољи живот                                 | Курчубићева супруга               |
| 1992.    | Der zweite Tod des Gregor Z.               | Мадам Савић                       |
| 1993.    | Полицајац са Петловог брда                 |                                   |
| 1995.    | Урнебесна трагедија                        |                                   |
| 1998.    | Буре барута                                | Жена                              |
| 2000.-те |                                            |                                   |
| 2004.    | Смешне и друге приче                       |                                   |
| 2004.    | Сан зимске ноћи                            |                                   |
| 2006.    | Ми нисмо анђели 3: Рокенрол узвраћа ударац | Професорка                        |
| 2010.    | Село гори, а баба се чешља                 |                                   |